# Crassula scabra
Crassula scabra (лат.) — вид суккулентных растений рода Толстянка (Crassula) семейства Толстянковые (Crassulaceae), естественно произрастающий на территории Капской провинции Южно-Африканской Республики.

## Ботаническое описание
Редко разветвленные травы до 40 см высотой с мочковатыми корнями. Ветви вначале зеленые, диаметром 1—2 мм, с отогнутыми грубыми волосками, позднее покрываются красновато-коричневой корой, которая со временем буреет. Старые листья и волоски стойкие. Листья размером 10–35 x 2–5 мм, восходящие, раскидистые, от линейно-ланцетных до треугольно-ланцетных, уплощенные, от зеленого до серо-зеленого цвета, с прижатыми полупрозрачными стержневидными волосками, острыми на одном конце. Верхняя сторона листа от плоской до вогнутой, слегка выпуклая, нижняя сторона заметно выпуклая, вершина острая.
Соцветие от плосковершинного до округлого тирса до 1,2 х 2 см, содержит от одного до нескольких дихазиев, цветонос длиной 1-3 см. Цветки от короткочерешковых до почти сидячих, чашелистики до 6 мм, зеленые, линейно-ланцетные, с немногими прижатыми волосками, с острым кончиком и короткими волосками сверху. Венчик от белого до кремового, трубчатый, в бутоне длиной до 10 мм, лепестки коротко сросшиеся на верхушке, основание продолговато-ланцетное, до 10 мм длиной, закручивающееся, с субтерминальным придатком, пыльники коричневые.

## Таксономия
Crassula scabra L., первое упоминание в Sp. Pl.: 283 (1753).

### Синонимы
Гомотипные (основанные на одном и том же номенклатурном типе):
- Crassula scabra var. typica Schönland
- Sedum scabrum (L.) Kuntze

Гетеротипные (основанные на разных номенклатурных типах):
- Crassula scabra var. intermedia Schönland
- Crassula scabra var. minor Schönland, nom. illeg.
- Crassula scabrella Harv., nom. illeg.